# Charles Portal
Charles Portal (Hungerford, 21 maggio 1893 – Funtington, 22 aprile 1971) è stato un militare britannico, Maresciallo dell'Aria della Royal Air Force durante la seconda guerra mondiale.
Dopo una brillante carriera iniziata nella prima guerra mondiale, Charles Portal divenne nel secondo conflitto mondiale, prima comandante in capo del Bomber Command e poi dal 25 ottobre 1940, capo di stato maggiore generale della RAF, mantenendo questa carica suprema fino alla fine della guerra.
Rigido assertore dell'importanza decisiva dei bombardamenti aerei strategici sulla Germania nazista, sostenne la strategia del maresciallo dell'aria Arthur Harris e approvò i bombardamenti notturni che devastarono le città tedesche. Nel suo ruolo di comandante supremo della RAF, esercitò una profonda influenza sulla strategia militare degli Alleati, partecipando con un ruolo di consulenza tecnica a tutte le grandi conferenze tra i Tre Grandi.

## Biografia

### Inizi e prima guerra mondiale
Charles Portal nacque a Eddington House, Hungerford, Berkshire, da Edward Robert Portal e sua moglie Ellinor Kate (nata Hill); la famiglia aveva origini ugonotte e si era trasferita in Inghilterra nel XVII Secolo. Il giovane frequentò inizialmente il Winchester College e il Christ Church a Oxford, ma non completò il corso di studi e nel 1914, all'inizio della prima guerra mondiale decise di arruolarsi come soldato semplice nel British Army, svolgendo in un primo momento compiti di staffetta motociclista sul Fronte occidentale. La carriera di Portal nell'esercito progredì rapidamente; dopo poche settimane di guerra venne promosso sottotenente e alla fine del 1914 ricevette il comando di tutte le staffette motorizzate del quartier generale del I corpo d'armata britannico.
Nel luglio 1915 si verificò la svolta nella carriera di Portal; il giovane ufficiale venne trasferito al Royal Flying Corps con compiti inizialmente di osservatore e quindi dal novembre 1915 di ufficiale di volo. Nell'aprile 1916 Portal ottenne la qualifica di pilota e venne assegnato allo Squadrone N. 60 equipaggiato con biplani di produzione francese sul Fronte occidentale. Durante il resto della guerra l'ascesa di Portal continuò con regolarità: nel luglio 1916 divenne comandante di squadriglia, nel giugno 1917 venne promosso maggiore e il 17 giugno 1918 divenne tenente colonnello, ricevendo in agosto dello stesso anno il comando di uno stormo d'addestramento in Gran Bretagna della appena creata Royal Air Force. Per il suo servizio in guerra a Portal fu assegnata la Military Cross nel gennaio 1917 e il Distinguished Service Order il 18 luglio 1917.

### Tra le due guerre mondiali
Portal continuò una brillante carriera nella RAF anche dopo la fine della prima guerra mondiale e nell'agosto 1919 entrò a far parte di una commissione permanente all'interno della forza aerea prima di assumere l'incarico di istruttore di volo al Royal Air Force College di Cranwell nel novembre 1919. Dal 1922 Portal frequentò il RAF Staff College, la scuola superiore dedicata alla preparazione degli ufficiali di stato maggiore, e nell'aprile 1923 al termine dei corsi entrò a far parte dello stato maggiore dell'arma aerea.
Portal venne promosso il 1 luglio 1925 wing commander, comandante di stormo aereo, e l'anno seguente passò al comando dello squadrone N. 7 equipaggiato con bombardieri Vickers Virginia alla base RAF di Worthy Down; in questo periodo si impegnò a migliorare le capacità del suo reparto e potenziare l'addestramento per incrementare la precisione dei bombardamenti. Dopo questo incarico operativo, Portal ritornò a compiti di pianificazione e istruzione: nel 1929 frequentò l'Imperial Defence College e nel dicembre 1930 divenne vice-direttore della sezione piani all'interno del Direttorato per le operazioni e le informazioni del Ministero dell'aria britannico.
Negli ultimi anni prima dello scoppio della seconda guerra mondiale Portal venne ulteriormente promosso group captain ("comandante di gruppo") e poi air commodore, mentre nel febbraio 1934 comandò le forze britanniche ad Aden. Ritornato in Gran Bretagna, entrò a far parte della direzione del Imperial Defence College. Il 1 luglio 1937 Charles Portal divenne air vice marshall, ("vice maresciallo dell'aria"), mentre il 1 settembre 1937 venne nominato Direttore dell'organizzazione del Ministero dell'aria.

### Capo di stato maggiore della RAF

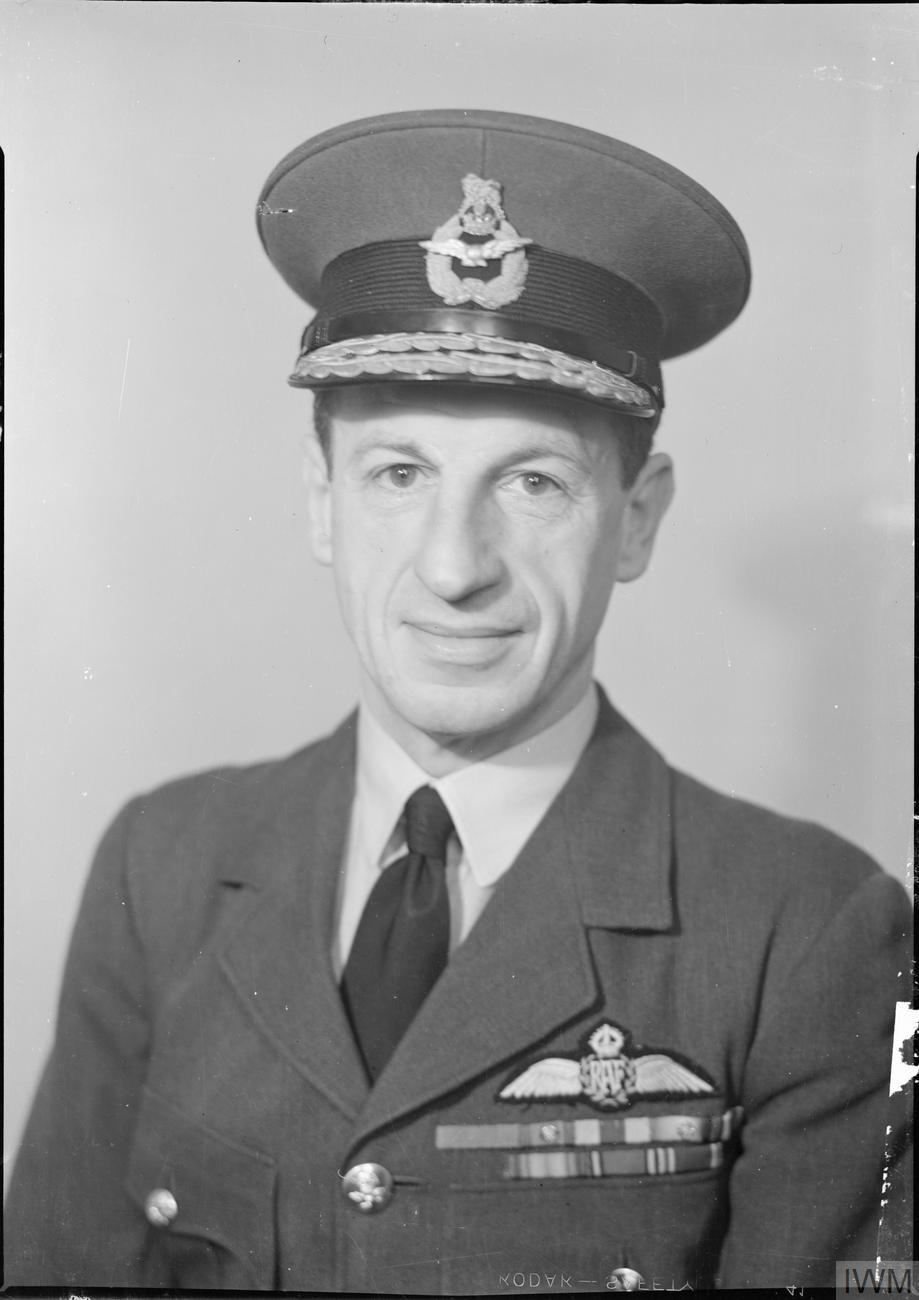
Charles Portal in una foto del 1941.

All'inizio della seconda guerra mondiale Portal era, dal febbraio 1939, il responsabile superiore dell'amministrazione del personale della RAF e membro del cosiddetto Air Council. Altamente stimato all'interno della Royal Air Force, Portal, che venne promosso il 3 settembre 1939, giorno della dichiarazione di guerra britannica alla Germania nazista, al grado supremo di maresciallo dell'aria, era considerato un ufficiale preparato e aperto alle nuove tecnologie e alle strategie moderne di guerra aerea; egli inoltre aveva importanti legami anche con il mondo politico e, grazie alla sua carriera precedente, aveva una profonda conoscenza di tutti gli aspetti amministrativi e organizzativi della RAF.
Il 3 aprile 1940 Charles Portal divenne il nuovo comandante del Bomber Command in sostituzione del maresciallo dell'aria Edgar Ludlow-Hewitt; questo comando comprendeva tutte le forze da bombardamento strategico della RAF e in prospettiva avrebbe dovuto assumere un'importanza decisiva per lo sforzo bellico britannico in linea con le teorie di personalità come Jan Smuts e Hugh Trenchard. All'assunzione del comando tuttavia Portal non disponeva affatto di mezzi adeguati per gli ambiziosi progetti dei teorici del bombardamento; inoltre la situazione strategica in occidente era nettamente favorevole alla Germania che sembrava pressoché imbattibile. I dirigenti britannici in primo tempo non diedero precise direttive a Portal il quale a sua volta apparve eccessivamente ottimista affermando il 28 aprile 1940 che egli riteneva che i suoi bombardieri potessero causare con attacchi notturni "danni immensi" al sistema delle raffinerie di petrolio tedesche.
Il 15 maggio 1940, Portal ricevette finalmente l'autorizzazione dal primo ministro Winston Churchill ad iniziare la campagna sistematica di bombardamento della Germania nazista; la notte seguente del 15/16 maggio 1940 il Bomber Command effettuò la prima incursione con 99 aerei contro obiettivi industriali e ferroviari nell'area di Amburgo e nella regione della Ruhr. Nei giorni successivi Portal fece entrare in azione continuamente i suoi equipaggi che effettuarono oltre 2.000 sortite fino al 4 giugno 1940, ma non riuscirono ad influire affatto sul catastrofico andamento della campagna di Francia. Nei mesi seguenti Portal impegnò continuamente le deboli forze del Bomber Command che sferrarono alcuni attacchi spettacolari ma inefficaci contro le città industriali dell'Italia settentrionale e soprattutto contribuirono alla battaglia d'Inghilterra portando a termine una serie di bombardamenti notturni contro Berlino che provocarono il forte disappunto di Adolf Hitler. In realtà Portal non si illudeva sui risultati di queste azioni di bombardamento; sembra che egli cominciasse a nutrire forti dubbi sulla tattica del bombardamento di precisione contro obiettivi industriali della Germania; l'11 settembre 1940 presentò per la prima volta allo stato maggiore una lista di città tedesche da colpire con attacchi massicci su aree disperse in cui si prevedeva di "provocare un alto grado di devastazione". Charles Portal non sarebbe rimasto a lungo alla guida del Bomber Command; il 25 ottobre 1940 nel quadro di un'ampia riorganizzazione dei comandi, egli ricevette l'incarico supremo di capo di stato maggiore generale della RAF al posto del maresciallo dell'aria Cyrill Newall, mentre il maresciallo dell'aria Richard Peirse prese il suo posto al comando dei bombardieri.

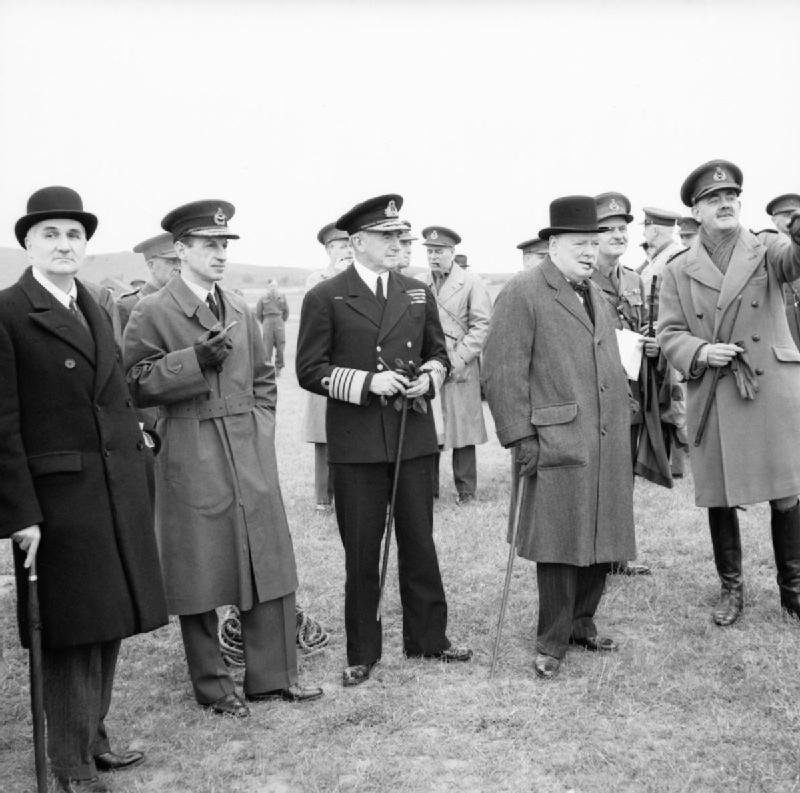
Portal, secondo da sinistra, insieme all'ammiraglio Dudley Pound (terzo da sinistra) e al primo ministro Winston Churchill, durante una esercitazione nel 1941.

La prima direttiva di Portal al Bomber Command venne diramata fin dal 30 ottobre 1940 e confermava i dubbi del nuovo capo di stato maggiore sulla possibilità reale di effettuare bombardamenti di precisione. Nella direttiva Portal precisava che oltre a continuare, in condizioni di visibilità notturna favorevole, i bombardamenti sui centri industriali e gli impianti petroliferi tedeschi, il Bomber Command doveva identificare "venti-trenta" città della Germania da sottoporre a bombardamenti sistematici in modo da provocare un cedimento del morale della popolazione. Dopo l'attacco tedesco su Coventry, i dirigenti britannici decisero di rispondere colpo su colpo e Portal indicò al maresciallo dell'aria Peirse che i bombardieri britannici avrebbero dovuto sganciare il carico bellico sul centro urbano delle città tedesche identificate.
Nei mesi seguenti il Bomber Command cercò di eseguire questi compiti ma i successi furono limitati e le perdite rilevanti; nel frattempo continuava l'evoluzione teorica delle strategie britanniche di guerra aerea. Di fronte ai continui fallimenti e ai rapporti che confermavano la mediocrità dei risultati, Charles Portal in settembre 1941 presentò un nuovo piano che segnò una svolta importantissima nella strategia del Bomber Command; egli scrisse al primo ministro Churchill che era giunto il momento di bombardare sistematicamente le aree residenziali abitate delle città tedesche. Portal richiedeva un enorme aumento dei mezzi del Bomber Command e stimava che con 4.000 bombardieri e 60.000 tonnellate di bombe sganciate al mese, sarebbe stato possibile distruggere 43 città tedesche con 15 milioni di abitanti complessivi, provocando il crollo della Germania in sei mesi. Dopo questo primo documento, le decisioni definitive furono codificate dettagliatamente dalla direttiva sul Area bombing inviata da Portal al Bomber Command il 14 febbraio 1942; pochi giorni dopo la guida del Bomber Command venne assunta dall'aggressivo e tenace maresciallo dell'aria Arthur Harris, massimo assertore della strategia dei bombardamenti distruttivi notturni contro le città. Egli godeva della piena fiducia di Portal che, secondo le parole di Harris nelle sue memorie, condivideva totalmente le sue idee sulla strategia, i metodi e gli obiettivi della nuova offensiva di bombardamento.